# Кім Йо Чжон
Кім Йо Чжон (кор. 김여정, Kim Yo-jong; нар. 26 вересня 1988) — північнокорейська політична діячка, член політбюро, заступниця завідувача відділу пропаганди та агітації ТПК. Рідна сестра вищого провідника КНДР Кім Чен Ина.

## Життєпис
Народилася 26 вересня 1988. Дочка Кім Чен Іра та його другої дружини Ко Чжон Хі.
З 1996 до 2000 року навчалася зі своїм братом Кім Чен Ином у Швейцарії. Кім Йо Чжон відвідувала школу Лібенфельд-Штайнхельцлі в Берні під ім'ям Пак Мі Х'янг і проживала у простій квартирі неподалік. Також вона відвідувала уроки балету та додаткові уроки німецької мови. Після цього вона вчилася у Військовому університеті ім. Кім Ір Сена.
У січні 2014 року Кім Йо Чжон стала завідувачкою 54-м відділом ТПК, до завдань якого входить матеріальне забезпечення збройних сил. 
Уперше північнокорейські медіа офіційно згадали Кім Йо Чжон у березні 2014 року, коли вона супроводжувала брата під час виборів до Верховних народних зборів.
У лютому 2018 року Кім Йо Чжон була присутня на церемонії відкриття Зимової олімпіади в Пхьончхані — уперше після Корейської війни член правлячої сімʼї Кім відвідав Південну Корею. Вона входила до складу делегації на Зимових Олімпійських іграх, у рамках яких Південна і Північна Кореї висунули об'єднану команду. Вона також була присутня на міжнародних самітах поруч зі своїм братом, у тому числі на зустрічах із президентом Південної Кореї Мун Чже Іном, лідером Китаю Сі Цзіньпіном і президентом США Дональдом Трампом.
У квітні 2019 року Кім Йо Чжон виключили з політбюро Трудової партії, але згодом поновили.

## Заяви щодоросійської агресії проти України
27 січня 2023 Кім Йо Чжон заявила, що «ми завжди будемо стояти на одному полі бою з російською армією та народом, який бореться за гідність і честь країни, її суверенітет і безпеку» і що будь-яка військова техніка, яку Захід постачає Україні "згорить і стане купою заліза проти незламного бойового духу та сили героїчної російської армії". А рішення США надіслати Україні танки M1A2 Abrams сестра Кім Йо Чжон назвала "мерзенним кроком".

## Особисте життя
У січні 2015 року Кім Йо Чжон вийшла заміж за Чой Сонга — сина урядовця